# NGC 1040-2
NGC 1040-2 (ook: NGC 1053-2) is een lensvormig sterrenstelsel in het sterrenbeeld Perseus. Het hemelobject werd op 9 december 1871 ontdekt door de Franse astronoom Édouard Jean-Marie Stephan.

## Synoniemen
- PGC 213068
- NPM1G +41.0081